# Мођо (Ријети)
Мођо је насеље у Италији у округу Ријети, региону Лацио.
Према процени из 2011. у насељу је живело 16 становника. Насеље се налази на надморској висини од 739 м.